# Buitenechtelijk kind

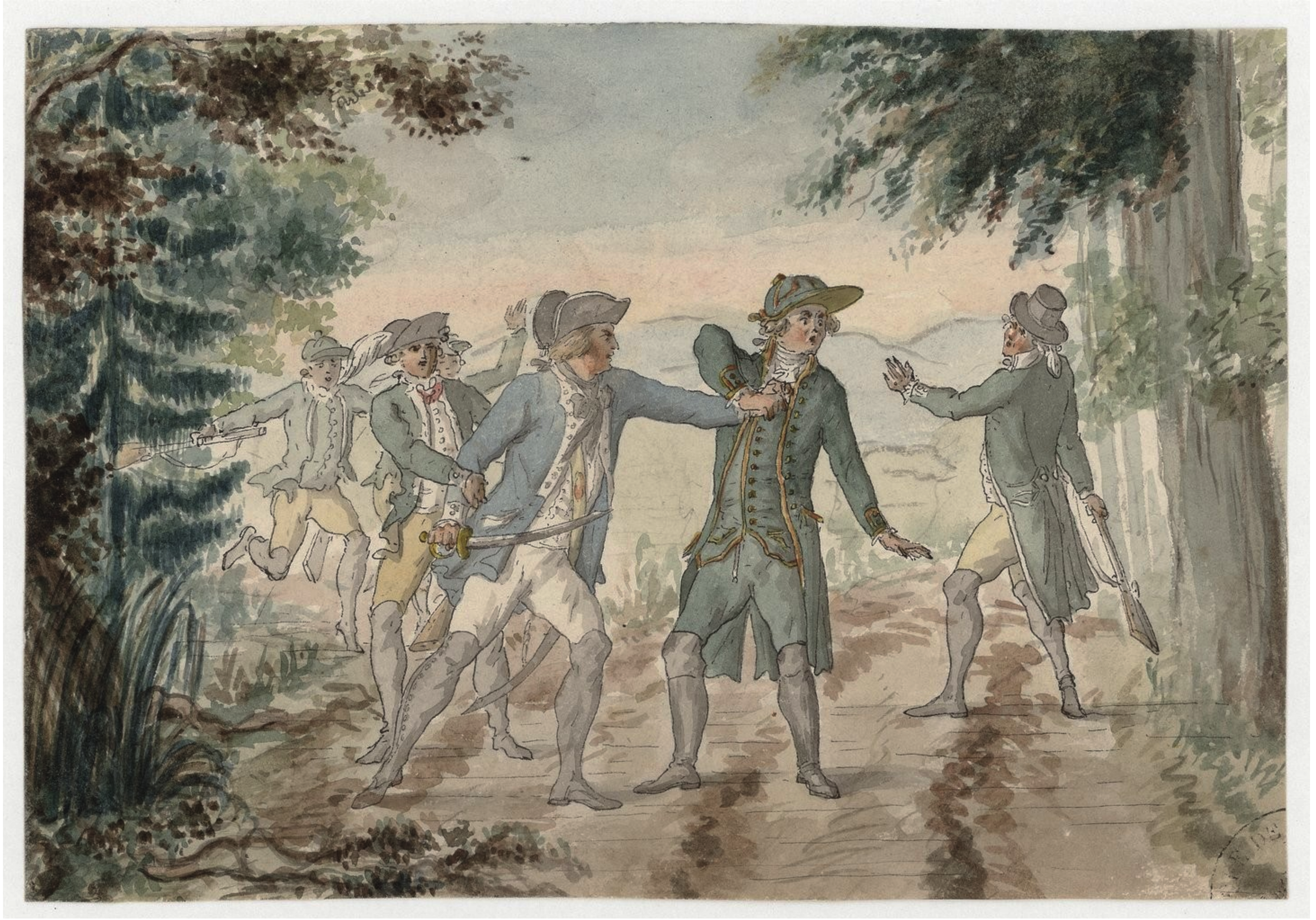
"De onechte zoon" (Le fils naturel / L'enfant de l'amour) Atelier Ziesenis (1774)

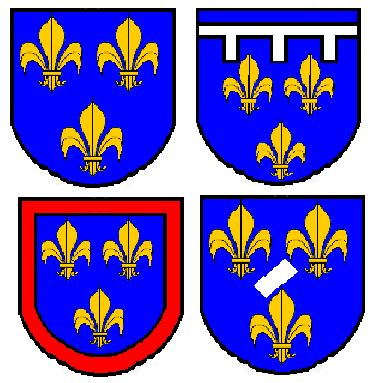
De wapenschilden van een Franse koning, de hertog van Orleans (met barensteel), een hertog van Anjou met rode schildzoom en een buitenechtelijk kind van de Franse koning

Buitenechtelijk kind is een ouderwets begrip voor het kind van een alleengaande of alleenstaande moeder in maatschappijen en tijdsperioden waar het huwelijk tot religieuze en/of rechtelijke norm en standaard was verheven. Een buitenechtelijk kind kan geëcht worden wanneer de natuurlijke ouders, of een van hen, alsnog huwen. Men spreekt dan wel van een "mantelkind" omdat de zonde met "de mantel der liefde" wordt bedekt.
Andere begrippen die het huwelijk als standaard nemen zijn onecht kind, buiten de echt geboren en overspelig kind, een kind dat is verwekt door een gehuwde man bij een andere vrouw dan zijn echtgenote, ook wel overspel genoemd. Wordt bij een gehuwde vrouw een kind verwekt door een man die niet haar echtgenoot is, zijn de vrouw en haar echtgenoot van rechtswege de officiële ouders naar het aloude rechtsbeginsel sola mater est quaedam - alleen de moeder is zeker.
In de Nederlandse wetgeving was ruim een eeuw de regel dat een kind van een vader en moeder dat niet tijdens een wettig huwelijk of binnen een bepaalde periode na de ontbinding daarvan is geboren, een buitenwettelijk kind werd genoemd.
Het romantische begrip liefdesbaby wordt wel gebruikt voor een kind van ongetrouwde ouders, geboren uit een nog prille liefdesrelatie. Het middeleeuwse begrip koekoeksgraad duidt op het aantal buitenechtelijke kinderen in een generatie.
Dan is er nog het natuurlijk kind, een kind waar de natuur de status bepaalt en niet de wet. Ook was het woord bastaard veel gebruikt.
In Nederland is het onderscheid tussen een kind dat binnen of buiten een huwelijk is verwekt per april 1998 komen te vervallen, mede naar aanleiding van het baanbrekende arrest Marckx tegen België. Binnen de adelstand is dit met de inwerkingtreding van de Wet op de adeldom, op 1 augustus 1994 niet meer mogelijk.

## Begripsverklaringen
Een buitenhuwelijks kind is een kind van ouders die niet met elkaar gehuwd zijn.
Eenvoudige buitenhuwelijkse kinderen zijn buitenhuwelijkse kinderen van wie de ouders niet met elkaar willen trouwen.
Overspelige (buitenhuwelijkse) kinderen en incestueuze (buitenhuwelijkse) kinderen zijn buitenhuwelijkse kinderen van wie de ouders niet met elkaar kunnen trouwen wegens een huwelijksverbod.
Men spreekt over buitenhuwelijks moederschap wanneer een vrouw bevalt van een kind dat niet van haar echtgenoot is, ofwel omdat de vrouw niet getrouwd is, ofwel omdat de vrouw wel getrouwd is, maar het kind niet van haar echtgenoot is.
Men spreekt over buitenhuwelijks vaderschap wanneer een man de verwekker is van kind bij een vrouw met wie hij niet is getrouwd. Men spreekt over een koekoekskind wanneer een kind geboren is binnen het huwelijk maar heimelijk verwekt is door een andere man dan de echtgenoot. De koekoeksgraad is het percentage heimelijke buitenechtelijke kinderen of zogenaamde koekoekskinderen in een generatie.
Vroeger werd een onwettig kind ook wel als een defectus natalis (geboortedefect) aangeduid.

## Wetgeving
Om de huwelijkstrouw te bevorderen kende het oudcanoniek recht buitenhuwelijkse kinderen minder rechten toe dan de huwelijkse kinderen. Binnen de buitenhuwelijkse kinderen hadden kinderen die in overspel of incest werden verwekt nog minder rechten dan de eenvoudige buitenhuwelijkse kinderen.
Tijdens de Franse Revolutie (decreet van 2 november 1793) werden de eenvoudige buitenhuwelijkse kinderen kortstondig gelijkgesteld met de huwelijkse kinderen, maar de Code Civil van 1804 voerde het aloude gebruik terug in (Bâtards ne succèdent point: bastaards erven niet).

### Belgische burgerlijke wetgeving
In België is sinds de afstammingswet van 31 maart 1987 het onderscheid tussen wettige en onwettige kinderen op juridisch vlak afgeschaft. Alle kinderen, zowel de huwelijkse als de buitenhuwelijkse, kregen voortaan een zelfde afstammingsstatuut en dezelfde rechten, met uitzondering van enkele beperkingen voor de overspelige kinderen en voor de bloedschennige kinderen van wie de afstamming slechts ten opzichte van één ouder mag worden vastgesteld. Voor de wet van 1987 had de vermelding van de naam van de moeder in de geboorteakte enkel gevolg voor de wettige afstamming, terwijl voor de natuurlijke afstamming de moeder moest overgaan tot een erkenning om de afstammingsband ten aanzien van haar kind vast te stellen. De afstamming in de moederlijke lijn wordt sinds 1987 gevestigd op het enkele feit van de bevalling (mater semper certa est).
Op 1 juli 2007 werd de Belgische afstammingswet nogmaals gewijzigd.

### Nederlandse burgerlijke wetgeving

#### Wetgeving tot 1998
In Nederland gold als onwettig kind voorheen in beginsel elk kind dat niet tijdens een wettig huwelijk of binnen een bepaalde tijd (307 dagen) na ontbinding van het huwelijk is geboren. Daar de wetgever zo weinig mogelijk kinderen de status van wettig kind wilde onthouden, was het enerzijds moeilijk een kind dat uiterlijk de staat van een wettig kind voerde, tot onwettig kind te degraderen en anderzijds gemakkelijk een onwettig kind de staat van wettig kind te verschaffen. Verlies van wettigheid vond plaats wanneer een getrouwde man een rechtsvordering tot ontkenning van het vaderschap van een binnen zijn huwelijk geboren kind met succes bekroond zag. Een onwettig kind kon de staat van wettig kind verkrijgen door wettiging en door adoptie. Onwettige kinderen werden onderscheiden in erkende en niet-erkende. Het verschil kwam onder meer in het erfrecht tot uiting. Een onwettig kind kreeg naar Nederlands recht door zijn geboorte de staat van natuurlijk kind van zijn moeder (art. 221 BW (oud). Deze bepaling herstelde het aloude (rechts-)beginsel 'Moeder maakt geen bastaard' volledig in ere.

#### Huidige burgerlijke wetgeving
Sinds 1998 is het onderscheid gehuwde en ongehuwde moeder komen te vervallen, onder andere naar aanleiding van het baanbrekende arrest Marcxk vs België van het Europees Hof voor de Rechten van de Mens. De Nederlandse wetgeving maakt in het personen- en familierecht van het Burgerlijk Wetboek een ander onderscheid, namelijk tussen kinderen die wel en kinderen die niet in familierechtelijke betrekkingen tot hun (beide) ouders staan.

## Maatschappelijke status
Alhoewel er vroeger (vooral uit religieuze hoek) een stigma op buitenechtelijke kinderen drukte, was dat zeker niet algemeen. Een van de heersende vooroordelen was dat de bastaarden, in het geniep verwekt, ook geniepig van natuur zouden zijn. Vooral in de Germaanse stammen, en daarna in de landen die zich op het Germaanse recht oriënteerden, was de bastaardij een schandvlek en bastaarden werden niet toegelaten tot veel beroepen. Ook de Katholieke Kerk behandelde bastaarden slecht, ze konden slechts met een bijzondere dispensatie priester worden. In Frankrijk daarentegen werd bastaard soms zelfs een eretitel. Bekend werden onder andere de bastaard van Orléans en de Groot-bastaard van Bourgondië, terwijl Willem de Veroveraar zelfs toen hij al koning van Engeland was naar zichzelf verwees als Willem de Bastaard. Een van de redenen was, dat door verwekking van een kind bij een andere vrouw dan de vrouw waarmee een heerser was gehuwd, nieuw vermogen binnen de familie kon worden gebracht. Net als de meeste huwelijken in de betere kringen uit strategisch standpunt werden gesloten waren deze kinderen vaak deel van 'estate-planning'.
In vele landen van het Westen zijn er sinds de tweede helft van de 20e eeuw wetten ingevoerd die wijzen op de verantwoordelijkheid van beide ouders bij de opvoeding van buitenechtelijke kinderen en ook de rechten van buitenechtelijke kinderen vastlegden.
Het morele oordeel over buitenechtelijke of voorhuwelijkse seksuele betrekkingen is sinds mensenheugenis ook een onderwerp van debat. In Nederland is het belang hiervan gering geworden, sinds een slinkend deel van de bevolking dit op basis van religieuze gronden verwerpt en ouders die helemaal niet meer huwen, in aantal gestegen zijn. Volgens het CBS zijn er sinds 2007 meer buitenechtelijke eerstgeborenen dan echtelijke eerstgeborenen.

## Nederlandse statistieken
In Nederland wordt volgens het Centraal Bureau voor de Statistiek (CBS) een geboorte als wettig of echtelijk aangeduid als de moeder op het moment van de geboorte wettig gehuwd is dan wel als zij wettig gehuwd is geweest én het kind is geboren binnen een periode van 307 dagen na een huwelijksontbinding. Alle andere geboorten worden buitenechtelijk genoemd. Door het afnemende geloof, neemt in Nederland – net zoals in andere Europese landen – het aantal buitenechtelijke kinderen snel toe. Volgens gegevens van het CBS is dit aantal vanaf 1975 sterk beginnen stijgen: tussen 1985 en 1995 is het aandeel van buitenechtelijk geboren kinderen in de totale geboorte ruwweg verdubbeld van ruim 8 procent tot 15,6 procent. In de 10 jaar daarna verdubbelde het aantal buitenechtelijke kinderen wederom. Dit aantal nam toe tot circa 25 procent in het jaar 2000 en 35 procent in 2005. In 2008 werden al meer dan 41% van alle Nederlandse kinderen buitenechtelijk geboren volgens de meest recente CBS statistieken. In mei 2009, de laatste maand waarover cijfers beschikbaar zijn, was meer dan 45% van de geborenen buitenechtelijk. Volgens hetzelfde CBS worden sinds 2007 meer dan 50 procent van de eerstgeborenen buitenechtelijk verwekt (56% in mei 2009), echter het aantal buitenechtelijke tweede en volgende kinderen is (procentueel) beduidend lager. Door het steeds verder verdwijnen van de christelijke moraal en levensstijl in Nederland neemt het aantal buitenechtelijke kinderen steeds meer toe.

## Vlaamse statistieken
Net als in Nederland is er ook in Vlaanderen een forse toename van geboorten buiten het huwelijk. Waar het in 1970 nog ging om 2,5 procent van alle geboorten, was dat in 1990 reeds 7 procent en in 2010 al 42 procent. 11 procent van de kinderen wordt geboren uit ouders die niet officieel samenwonen. Dit betekent niet noodzakelijk dat het hier steeds gaat om alleenstaande moeders, maar enkel dat de moeder en de vader niet wettelijk gehuwd zijn.

## Bastaarden in de heraldiek

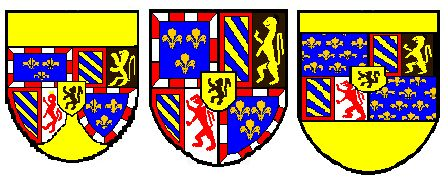
In het midden een hertog van Bourgondië geflankeerd door de wapens van twee Bourgondische buitenechtelijke kinderen

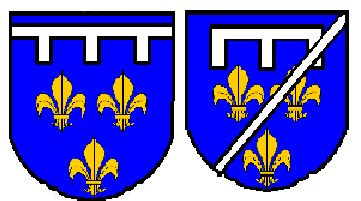
De hertog van Orleans en een buitenechtelijk kind Jan van Orléans

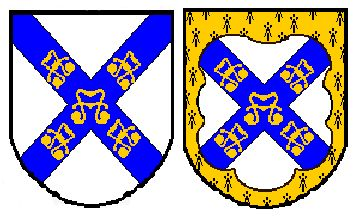
Een Sacheverell wapen en een buitenechtelijke in die familie met een opvallende schildzoom

Het wapen van de bastaard John Beaufort met een brede schuinbalk dexter

Een bastaard kon het wapen van zijn vader, of moeder, niet zonder meer aannemen zoals wettige kinderen dat wel konden doen. In het wapen moet volgens de regels der heraldiek wijziging of een "brisure" worden aangebracht om de bastaardij te laten zien.
Die brisure kan een schuinstreep sinister in het wapen zijn maar niet iedere wapen met een schuinstreep sinister (van linksboven naar rechtsonder) is van een bastaard. Er zijn ook wapens van bastaarden met een schuinstreep dexter. Andere bastaarden droegen een kleine baton sinister op hun wapen maar een baton of verkorte schuinstreep dexter was bij uitstek het kenmerk van een, wettig geboren, Franse "Prins van den bloede".
Ook een golvende binnenrand (bordure) kan op bastaardij wijzen en zo zijn er meerdere methoden om het wapen af te laten wijken van dat van de wettige nakomelingen.
In Schotland dat een geheel eigen en erg strenge heraldiek kent is een bordure in alle wapens van jongere zonen gebruikelijk terwijl de wapens van buitenechtelijke kinderen daar niet afwijken van die van de wettig geboren kinderen. Ook de (wettig geboren) Hertogen van Anjou, en hun nazaat de Koning van Spanje, dragen een rode bordure in hun wapen.
In Frankrijk werd ook de helm van een bastaard anders op het schild geplaatst dan bij wettige nazaten het geval zou zijn geweest. De altijd gesloten helm van de bastaard kijkt naar links (in heraldisch jargon is de helm "linksgewend"). Voor de beschouwer kijkt de helm dus naar rechts.
Ook een omgewende leeuw, een "lion contournée", kan, maar er zijn uitzonderingen, een teken van bastaardij zijn. In de heraldiek zijn stukken als personen, dieren, gereedschappen en jachthoorns vrijwel steeds naar rechts gewend. Een linksgewend stuk is uitzonderlijk en kan een brisure zijn die op bastaardij wijst. Ook een usurpator neemt een wapen soms in spiegelbeeld over van een naamgenoot of voorganger als kasteelheer.
Het (verwarrende) wapen van John Beaufort, bastaardzoon van de Engelse Prins Jan van Gent wijkt zozeer af van de regel dat er geen brisure herkenbaar is. De schuinstreep dexter is beladen met de barensteel en de koninklijke Engelse luipaarden uit het wapen van zijn vader. De Franse lelies zijn op de barensteel geplaatst. De leeuwen zijn niet in spiegelbeeld op de balk geplaatst.
In de moderne heraldiek zijn er landen waar de bastaardij geheel is afgeschaft; dat is in Ierland en Canada het geval.
Een wapen van een bastaard mag niet worden verward met een wapenschild dat in een alliantiewapen respectant is afgebeeld.
Een bijzonder heraldisch gebruik bij alliantiewapens was het spiegelen van het helmteken. Men spiegelde de helmtekens boven de respectieve wapens van de echtlieden zodat deze elkaar aankeken. Ook de wapenfiguren worden in sommige gevallen, de praktijk bestaat in ieder geval vanouds in Duitsland, soms "respectant" op het schild geplaatst. Dat betekent dat wanneer beide echtlieden, in de heraldiek femme en baron genoemd, een leeuw in hun wapen voeren deze twee leeuwen elkaar zullen aankijken. In de meeste gevallen zal de leeuw in het wapen van de baron daarvoor worden gespiegeld. Het is immers heraldisch gebruik dat een wapendier naar rechts (dexter) kijkt. Een wapendier dat naar links (sinister) kijkt, een zogenaamde "lion contournée", is soms, maar zeker niet altijd, een aanwijzing dat er sprake is van bastaardij.
Ook kronen en muziekinstrumenten zullen respectant worden afgebeeld. De mondstukken wijzen naar het wapenschild van de partner.

## Enkele bekende buitenechtelijke kinderen
- Karel Martel (circa 689–741)
- Willem de Veroveraar (circa 1028–1087)
- Witte van Haemstede (circa 1281–1321)
- Hendrik II van Castilië (1334–1379)
- Jan van Orléans, (1402–1468), de Bastaard van Orléans
- Anton van Bourgondië (1421–1504), de Grote Bastaard van Bourgondië
- Antoon, bastaard van Brabant (1425-1498)
- Leonardo da Vinci (1452–1519)
- Desiderius Erasmus (1466/1469–1536)
- Felice della Rovere (1483–1536)
- Justinus van Nassau (1559–1631)
- Willem van Nassau-LaLecq (1601–1627)
- Alexandre Colonna-Walewski (1810-1868)
- Charles de Morny (1811–1865)
- Annie Chapman (1841 - 1888), twee jaar later geëcht bij het huwelijk van haar ouders
- Guillaume Apollinaire (1880–1918)
- Alicia de Bielefeld (1952)
- Alexia Grinda (1967)
- Delphine van Saksen-Coburg (1968)
- Alexandra Marckx (1973) bekend van het arrest Marckx v. België
- Hugo Klynstra (1997)